# Codice ATCvet QI09
Il codice ATCvet QI09 "Immunologici per Suidi" è un sottogruppo del sistema di classificazione Anatomico Terapeutico e Chimico, un sistema di codici alfanumerici sviluppato dall'OMS per la classificazione dei farmaci e altri prodotti medici. Il sottogruppo QI09 fa parte del gruppo anatomico QI, farmaci per uso veterinario Immunologici.
Numeri nazionali della classificazione ATC possono includere codici aggiuntivi non presenti in questa lista, che segue la versione OMS.

## QI09A Maiale

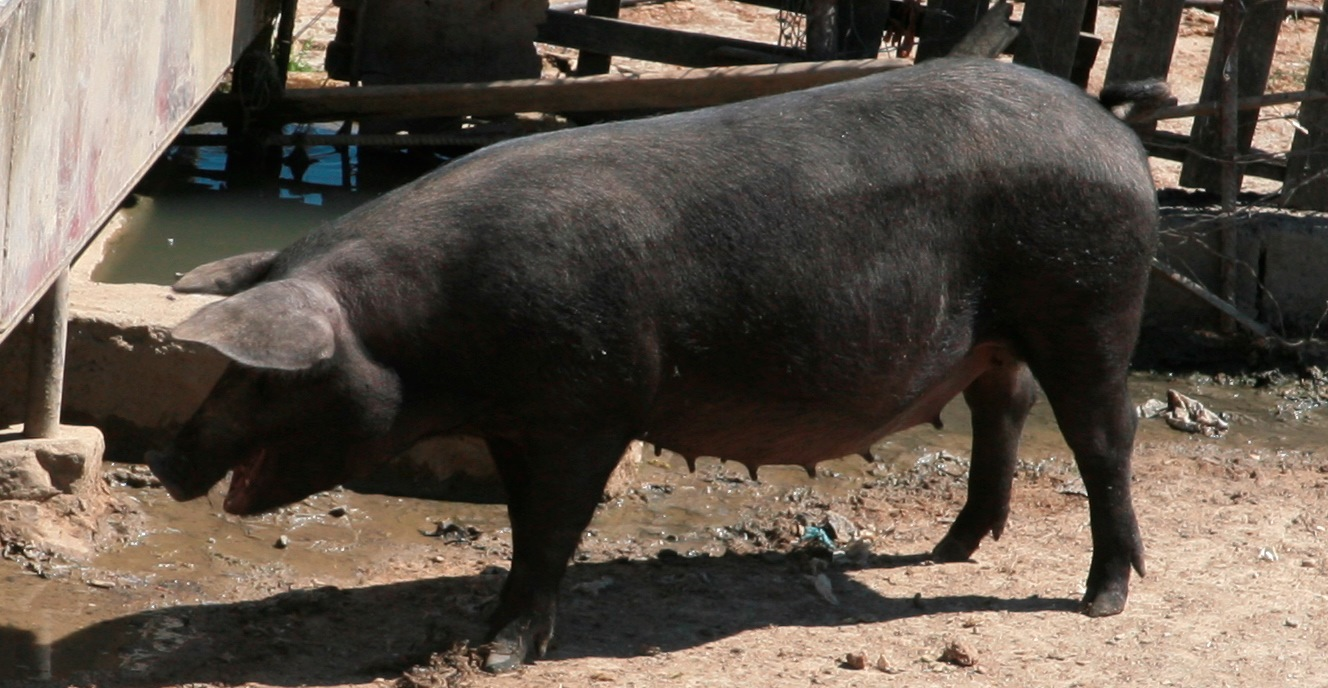
Maiale

### QI09AA Vaccini inattivati virali
QI09AA01 Virus della malattia di Aujeszky
QI09AA02 Parvovirus porcino
QI09AA03 Virus dell'influenza suina
QI09AA04 Virus della malattia di Aujeszky + Virus dell'influenza suina
QI09AA05 Virus della sindrome riproduttiva e respiratoria suina (PRRS)
QI09AA06 Peste suina classica
QI09AA07 Circovirus suino

### QI09AB Vaccini inattivati batterici  (inclusi mycoplasma, tossoidi e chlamydia)
QI09AB01 Treponema
QI09AB02 Escherichia
QI09AB03 Erysipelothrix
QI09AB04 Bordetella + pasteurella
QI09AB05 Pasteurella
QI09AB06 Actinobacillus/haemophilus + pasteurella
QI09AB07 Actinobacillus/haemophilus vaccino
QI09AB08 Escherichia + clostridium
QI09AB09 Escherichia + erysipelothrix
QI09AB10 Pasteurella + staphylococcus + corynebacterium
QI09AB11 Escherichia + pasteurella + salmonella + streptococcus
QI09AB12 Clostridium
QI09AB13 Mycoplasma
QI09AB14 Salmonella
QI09AB15 Escherichia + erysipelothrix + clostridium
QI09AB16 Bordetella + pasteurella + mycoplasma
QI09AB17 Mycoplasma + haemophilus

### QI09AC Vaccini inattivati batterici  e antisieri
Gruppo vuoto

### QI09AD Vaccini vivi virali
QI09AD01  Virus della malattia di Aujeszky
QI09AD02 Virus della gastroenterite trasmissibile (TGE) dei suini
QI09AD03 Virus della sindrome riproduttiva e respiratoria suina (PRRS)
QI09AD04 Virus della malattia di Aujeszky

### QI09AE Vaccini vivi batterici
QI09AE01 Erysipelothrix
QI09AE02 Salmonella
QI09AE03 Escherichia
QI09AE04 Lawsonia

### QI09AF Vaccini vivi batterici e virali
Gruppo vuoto

### QI09AG Vaccini vivi e vaccini inattivati batterici
Gruppo vuoto

### QI09AH Vaccini vivi e Vaccini inattivati virali
QI09AH01 Vaccini vivi virus della malattia di Aujeszky + vaccini inattivati del virus dell'influenza suina

### QI09AI Vaccini vivi virali e vaccini inattivati batterici
Gruppo vuoto

### QI09AJ Vaccini vivi e Vaccini inattivati virali e batterici
Gruppo vuoto

### QI09AK Vaccini inattivati virali e vaccini vivi batterici
Gruppo vuoto

### QI09AL Vaccini inattivati virali e Vaccini inattivati batterici
QI09AL01 Parvovirus suino + erysipelothrix
QI09AL02 Rotavirus suino + escherichia
QI09AL03 Parvovirus suino + escherichia + erysipelothrix
QI09AL04 Virus dell'influenza suina + erysipelothrix
QI09AL05 Virus della gastroenterite trasmissibile dei suini + escherichia + clostridium
QI09AL06 Parvovirus suino + Virus dell'influenza suina + erysipelothrix
QI09AL07 Parvovirus suino + erysipelothrix + leptospira

### QI09AM Antisieri,  preparazioni di immunoglobuline, e antitossine
QI09AM01 Escherichia antisiero
QI09AM02 Pasteurella antisiero
QI09AM03 Erysipelothrix antisiero
QI09AM04 Clostridium antisiero

### QI09AN Vaccini vivi antiparassitari
Gruppo vuoto

### QI09AO Vaccini inattivati antiparassitari
Gruppo vuoto

### QI09AP Vaccini vivi antifungini
Gruppo vuoto

### QI09AQ Vaccini inattivati antifungini
Gruppo vuoto

### QI09AR In vivo diagnostic preparations
Gruppo vuoto

### QI09AS Allergeni
Gruppo vuoto

### QI09AT Preparazioni del colostro e sostituti
Gruppo vuoto

### QI09AU Altri vaccini vivi
Gruppo vuoto

### QI09AV Altri vaccini inattivati
Gruppo vuoto

### QI09AX Altri immunologici
Gruppo vuoto

## QI09X Suidae, altri
Gruppo vuoto